# Campionato Primavera 1 2024-2025 (calcio femminile)
L'edizione 2024-2025 è stata la ventiseiesima nella storia del Campionato Primavera Femminile, la settima ad essere organizzata direttamente dalla FIGC e la terza con la denominazione "Campionato Primavera 1". Vi hanno preso parte 12 delle squadre che hanno acquisito il titolo sportivo a partecipare ai campionati di Serie A 2024-2025 e Serie B 2024-2025. Per la prima volta nella storia, il torneo è stato vinto dalla Juventus, che in finale ha sconfitto per 2-0 l'Inter.

## Formula
Il Campionato Primavera si articola in due fasi:
- Girone eliminatorio (gare di andata e ritorno)
- Fase finale  (semifinali e finale in gara unica).

12 delle squadre iscritte ed appartenenti ai campionati di Serie A e Serie B vengono inserite in un girone unico e si incontrano tra loro in gare di andata e ritorno. Al termine della prima fase del campionato, si qualificano alla fase finale le prime quattro squadre classificate, mentre retrocedono in Primavera 2 le ultime due classificate. Le quattro squadre qualificate alla fase finale si incontreranno tra loro, in gara unica su campo neutro, secondo degli accoppiamenti ad incrocio:
- 1ª vs 4ª;
- 2ª vs 3ª.

Al termine delle semifinali, si disputerà la finale per il primo e secondo posto, che analogamente si disputerà in gara unica su campo neutro.

## Girone all'italiana

### Squadre partecipanti
| Club       | Città         |
| ---------- | ------------- |
| Arezzo     | Arezzo        |
| Como       | Como          |
| Fiorentina | Firenze       |
| Inter      | Milano        |
| Juventus   | Torino        |
| Milan      | Milano        |
| Napoli     | Napoli        |
| Parma      | Parma         |
| Roma       | Roma          |
| Sampdoria  | Genova        |
| Sassuolo   | Sassuolo (MO) |
| Verona     | Verona        |

### Classifica finale
|  | Pos. | Squadra    | Pt | G  | V  | N | P  | GF | GS | DR  |
|  | ---- | ---------- | -- | -- | -- | - | -- | -- | -- | --- |
|  | 1.   | Juventus   | 53 | 22 | 16 | 5 | 1  | 57 | 17 | +40 |
|  | 2.   | Inter      | 44 | 22 | 13 | 5 | 4  | 50 | 23 | +27 |
|  | 3.   | Roma       | 44 | 22 | 14 | 2 | 6  | 69 | 36 | +33 |
|  | 4.   | Sassuolo   | 41 | 22 | 12 | 5 | 5  | 43 | 24 | +19 |
|  | 5.   | Fiorentina | 39 | 22 | 11 | 6 | 5  | 47 | 33 | +14 |
|  | 6.   | Parma      | 37 | 22 | 11 | 4 | 7  | 41 | 40 | +1  |
|  | 7.   | Milan      | 32 | 22 | 10 | 2 | 10 | 46 | 45 | +1  |
|  | 8.   | Sampdoria  | 23 | 22 | 5  | 8 | 9  | 28 | 34 | -6  |
|  | 9.   | Arezzo     | 20 | 22 | 6  | 2 | 14 | 27 | 45 | -18 |
|  | 10.  | Verona     | 17 | 22 | 5  | 2 | 15 | 20 | 55 | -35 |
|  | 11.  | Napoli     | 16 | 22 | 5  | 1 | 16 | 22 | 56 | -34 |
|  | 12.  | Como       | 7  | 22 | 1  | 4 | 17 | 7  | 49 | -42 |

Legenda:

      Ammessa alla fase finale.
      Retrocesse in Primavera 2 2025-2026.
Note:

Tre punti a vittoria, uno a pareggio, zero a sconfitta.

### Risultati
|            | Are  | Com  | Fio  | Int  | Juv  | Mil  | Nap  | Par  | Rom  | Sam  | Sas  | Ver  |
| ---------- | ---- | ---- | ---- | ---- | ---- | ---- | ---- | ---- | ---- | ---- | ---- | ---- |
| Arezzo     | –––– | 1-0  | 1-1  | 1-2  | 1-1  | 1-0  | 1-2  | 1-5  | 1-2  | 5-0  | 0-1  | 0-1  |
| Como       | 0-1  | –––– | 0-1  | 0-3  | 0-2  | 0-2  | 1-2  | 0-5  | 0-7  | 0-0  | 1-8  | 1-1  |
| Fiorentina | 4-0  | 0-0  | –––– | 0-0  | 1-2  | 2-1  | 5-0  | 2-2  | 4-5  | 2-1  | 0-2  | 6-0  |
| Inter      | 5-1  | 4-0  | 1-3  | –––– | 0-1  | 2-1  | 2-1  | 2-2  | 3-1  | 5-2  | 0-2  | 6-0  |
| Juventus   | 4-2  | 2-0  | 6-1  | 0-0  | –––– | 2-0  | 3-0  | 7-1  | 3-0  | 1-1  | 1-1  | 3-1  |
| Milan      | 4-1  | 2-3  | 5-2  | 2-2  | 2-3  | –––– | 2-1  | 2-0  | 1-3  | 1-0  | 3-3  | 3-4  |
| Napoli     | 3-6  | 1-0  | 1-2  | 1-4  | 0-3  | 0-2  | –––– | 1-2  | 2-5  | 2-4  | 1-0  | 2-1  |
| Parma      | 1-3  | 1-0  | 1-3  | 3-0  | 1-0  | 1-3  | 2-1  | –––– | 3-2  | 3-3  | 3-0  | 4-0  |
| Roma       | 4-0  | 4-1  | 2-3  | 2-3  | 3-3  | 7-1  | 2-0  | 8-0  | ---- | 1-0  | 4-1  | 3-0  |
| Sampdoria  | 3-0  | 1-0  | 0-0  | 0-2  | 0-2  | 4-1  | 1-1  | 0-0  | 2-2  | –––– | 2-2  | 2-0  |
| Sassuolo   | 1-0  | 1-0  | 2-2  | 0-0  | 1-4  | 2-3  | 5-0  | 2-0  | 4-0  | 1-0  | –––– | 2-0  |
| Verona     | 1-0  | 0-0  | 1-3  | 0-4  | 1-4  | 2-5  | 3-0  | 0-1  | 1-2  | 3-2  | 0-2  | –––– |

## Fase finale

### Semifinali[1]
| 27 aprile 2025 |       |          |
| Juventus       | 0 - 0 | Sassuolo |
| Inter          | 0 - 0 | Roma     |

### Finale[1]
| Arbitro: | Frazza (Schio) |

|                                 |           |  |
| Flis 60’ Ferraresi 90+5’ (rig.) | Marcatori |  |